# Evangelische Kirche Ueberau

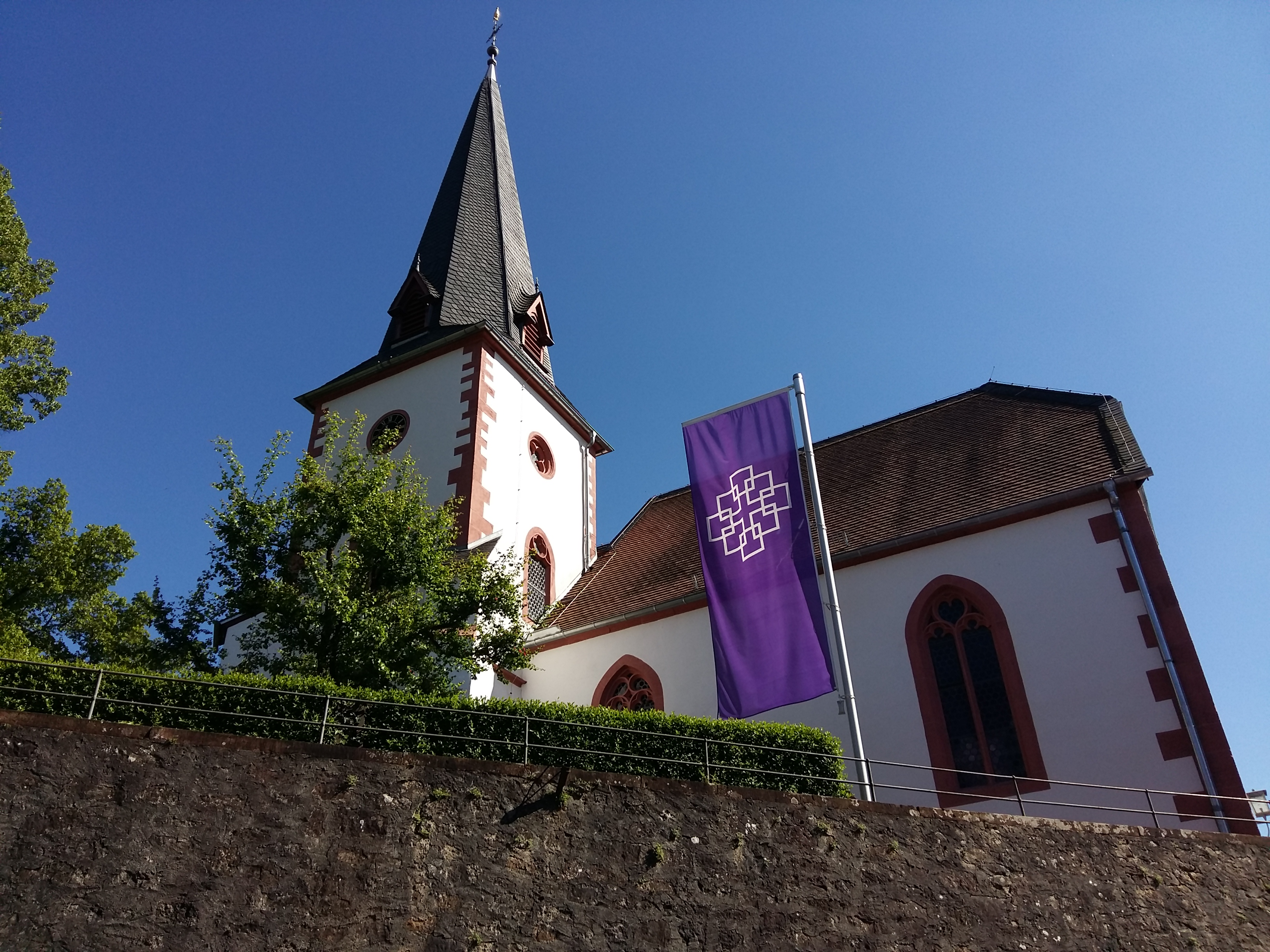
Die Kirche von Ueberau

Die Evangelische Kirche Ueberau ist eine gotische Kirche in Ueberau, einem Stadtteil von Reinheim im Landkreis Darmstadt-Dieburg, im vorderen Odenwald.

## Geschichte

### Entstehung
Eine Kirche in Ueberau wird erstmals am 23. November 1316 in einer Urkunde („Hof im Dorfe Ueberau, in dem die Kirche steht“) erwähnt und ist somit eine der ältesten Kirchen in der Region. In der Urkunde verkauft Werner, Herr von Lißberg diesen Hof, der an Werner von Reinheim verlehnt war und Liegenschaften an Ritter Hartmann von Düdelsheim. Hof und Kirche standen wohl in enger Beziehung, da auf einer weiteren Urkunde von 1399 vom „Hof auf dem die Kirche steht“ berichtet wird. Der Hof selbst stand wohl an der Stelle, wo heute die Grundschule und das frühere Rathaus von Ueberau steht, die Kirche auf einer Bodenwelle dahinter und war von einer Stützmauer umgeben, die heute noch in Resten an der Westseite zu sehen ist.
Kirchen, die direkt zu einem Adelshof gehörten, gab es vorwiegend in Frankreich, der Besitzer konnte so über die Finanzen und die geistige Versorgung bestimmen. Diese Praxis wurde bis zum Investiturstreit 1076 bis 1122 ausgeübt, blieb aber in Resten als Patronatsrecht auch im Odenwald erhalten.

### Das Kloster
Das Ueberau eine solche Eigenkirche der Herren von Lißberg war, ist jedoch sehr unwahrscheinlich. Die Größe und Bauform sprechen eher dafür, dass die Kirche eine besondere Verwendung hatte und eher als Priesterkirche diente, wahrscheinlich als klösterliches Priorat.
Möglich ist, das Ueberau und Wersau im Besitz eines Klosters waren, so bedeutet Ueberau „Obere Aue“ und Wersau „Niedere Aue“. Das dazugehörige Kloster hätte dann irgendwo zwischen beiden Orten stehen müssen. Am wahrscheinlichsten scheint die Gemarkung „Klostergrund“ südlich von Reinheim, dafür würden auch Bodenfunde sprechen, die beim Pflügen der dortigen Felder gemacht wurden, wie behauene Steine und Mauerreste sowie diverse Scherben. Auch soll die Pfarrei Reinheim Besitze eines Klosters übernommen haben. Wie dieses Kloster aber entstand, welchem Orden es angehörte und warum es aufgelöst wurde, ist unbekannt. Auch wie die Herren von Lißberg in den Besitz des Hofes des Klosters kamen, ist unbekannt; sie könnten Vögte des Klosters gewesen sein. 1396 starb das Geschlecht derer von Lißberg, die inzwischen wieder im Besitz der Kirche waren, aus und ihr Besitz kam an die Herren von Rodenstein, die Ueberau bald an die Obergrafschaft Katzenelnbogen verkauften.

### Reformation
1527 führte Landgraf Philipp der Großmütige in der Obergrafschaft Katzenelnbogen die Reformation ein. Für Ueberau bedeutete dies, dass aus der bisherigen Klosterkirche nun eine Predigtkirche wurde. Der Lettner wurde entfernt und eine Kanzel eingebaut.

### Eigene Pfarrei

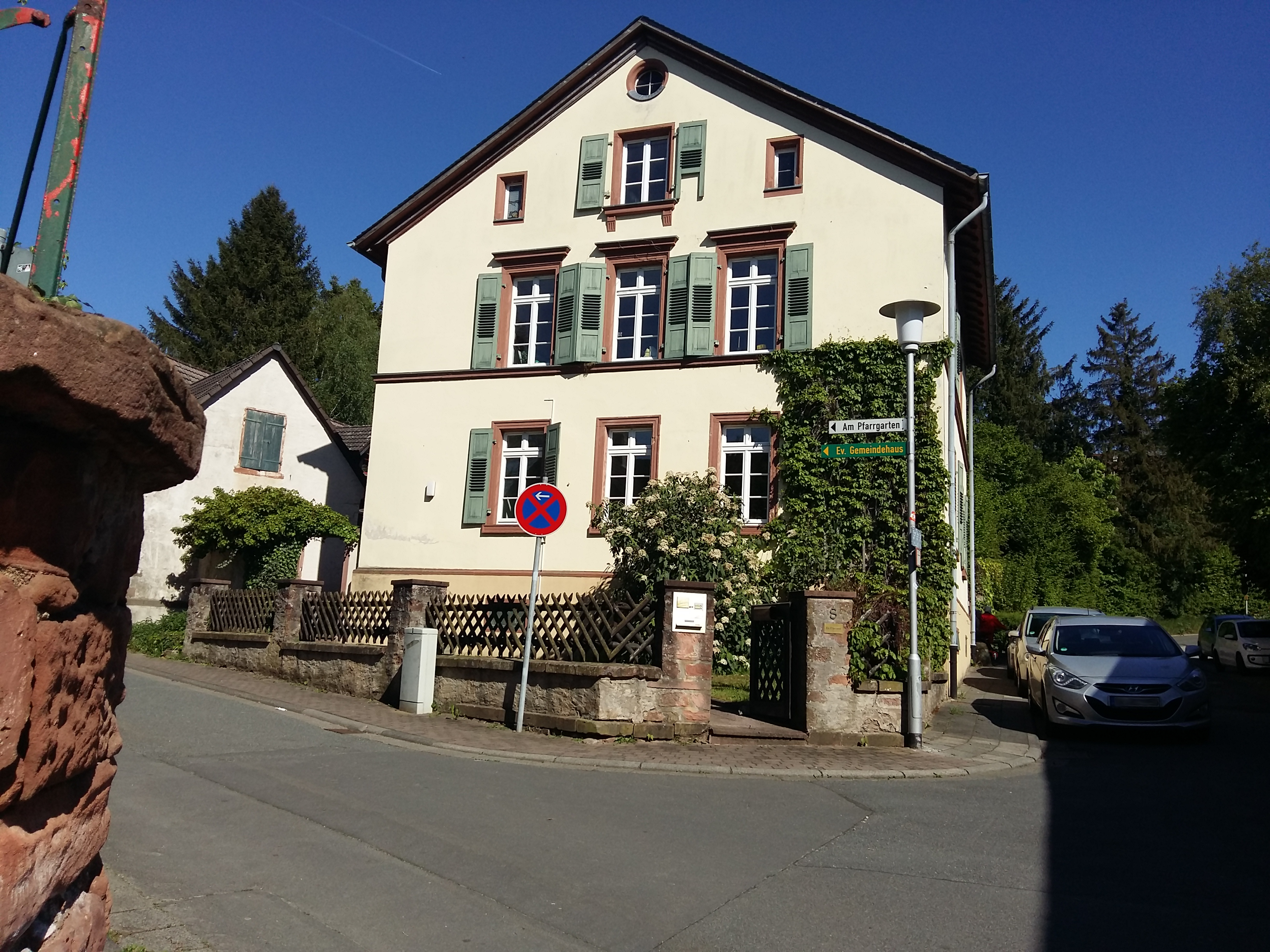
Pfarrhaus von Ueberau

Mutterkirche von Ueberau war von jeher die Kirche in Reinheim, wie auch von Illbach und bis 1563 von Wersau. Am 19. März 1716 unternahmen die Ueberauer den ersten Versuch, eine eigene Pfarrstelle zu bekommen. Christoph Libinick bezeichnete die Ueberauer Kirche am 3. Juni 1523 fälschlicherweise als Pfarrkirche, daraus leiteten die Ueberauer ab, dass ihre Kirche früher schon einmal Mutterkirche gewesen war:
„Es ist von uralten Zeiten unsere Kirche eine Mutterkirche und dahero vormals 3 Altäre in derselben gewesen und hat ihren eigenen Pfarrer gehabt…“
In der Stellungnahme des Reinheimer Pfarrers Georg Sann bezeichnet dieser die Anführungen als „grundfalsch und lauter Unwahrheiten“ und wendet sich dagegen, dass die Kirche in Ueberau als „unsere Kirche“ bezeichnet wird, da sich nicht die Kirche der Ueberauer, sondern aller Gemeindemitglieder der Gemeinde Reinheim sei:
„Reinheim hat 3 Kirchen, die erste in der Stadt und Ringmauer, zu ordentlichem Kirchendienst; die zweite zu Überau, zu den Überauer Leichenbegängnissen und andrer Predigt nach vereinbarter Gelegenheit; die dritte auf St. Nicolsberg, außer der Stadt, auf dem Kirchhof, zu den Reinheimer Leichpredigten geordnet.“
Er sagt auch, dass man die Kirche ohne Grund eine Mutterkirche nennt, da Wersau nicht wie behauptet Filiale von Ueberau gewesen war, das sogenannte Wersauer Tor, das in der Kirchhofsmauer sitzt, nicht für den alltäglichen Kirchgang, sondern nur für Wallfahrten da war. Auch soll es nie drei, sondern nur zwei Altäre gegeben haben, wie auch in der Nicolaikirche.
Daraufhin wurde das Gesuch der Ueberauer abgelehnt. 1718 wurde aber ein Kaplan eingestellt, der eine Schule leiten und alle zwei Wochen einen Gottesdienst halten sollte.
Im Januar 1741 unternahmen die Bürger einen weiteren Versuch, eigenständig zu werden, und forderten neben wöchentlichen Gottesdienst, dass alle Amtshandlungen in ihrer Kirche stattfinden können. Der neue Pfarrer von Reinheim Johann Justus Lanz reagierte ähnlich wie Sann, fügte jedoch hinzu, dass Ueberau nur eine Klosterkapelle sei, die „Lutheri wüst gestanden“ war.
Im Januar 1743 folgte der dritte Anlauf, doch auch Pfarrer Christian Heinrich Zwickenwolf stimmte seinen Vorgängern zu und begründete weiter, dass Ueberau keine Gemeinde, sondern nur eine Vorstadt mit „inkorporierten Leuten“ sei. Außerdem sei die Kirche von Reinheim groß genug allen Gemeindemitgliedern Platz zu bieten und Hochwasser der Gersprenz, das Ueberauer vom Kirchgang abhalten soll nicht existent und somit keine Behinderung sei.
Erst 1819 konnte sich Ueberau von Reinheim lösen. Erster Pfarrer war Johann Phillip Neumann. 1866 wurde ein Pfarrhaus gebaut, in dem bereits zur Einweihung am 15. Juli 37 Offiziere und 1900 Truppen, die im Deutschen Krieg auf österreichischer Seite kämpften, zu versorgen waren. Kurz darauf musste auch schon wieder der Pfarrer von Reinheim Ueberau zwölf Jahre übernehmen, um die Renovierung der Kirche zu finanzieren.

## Baugeschichte

### Spätromanische Bauphase um 1200
Durch Restaurierungsarbeiten an der Kirche in den Jahren 1939 und 1965/66 konnten alte Grundmauern freigelegt und der ursprüngliche Grundriss rekonstruiert werden.
Die Kirche hatte ein quergelegtes Langhaus, welches 13,5 m breit und 7,5 m lang war. Daran schloss sich östlich ein Chorvorraum der Größe 4,5 m mal 13,5 m und ein quadratischer Chor mit 4,5 m langen Seitenwänden an. Langhaus und Chorvorraum wurden durch drei Rundbögen, die auf zwei freistehenden und zwei in den Mauern eingelassene 2,3 m hohe 1 m breite Säulen lagen, voneinander getrennt. Der Chor selbst war wohl mit einem Kreuzgratgewölbe versehen.
Von diesem Bauabschnitt sind nur noch der Chor, die Säulen und zwei Sakramentshäuschen sowie das Wersauer Türchen erhalten.

### Frühgotische Bauphase um 1260
Im Chor wurde ein neues Gewölbe mit abgekanteten Rippen, die rechtwinklig an Konsolen mit Ballwerk und Masken abschließen, eingebaut. Der mittlere Gurtbogen wird von Diensten getragen, deren Kapitelle und Basen mit Efeu verziert sind.
Im nördlichen Joch des Chorvorraums wurde ein Podest für einen Altar angelegt. Das sich darüber befindende Maßwerkfenster ist dreiteilig, die restlichen Fenster der Kirche nur zweiteilig. Das Maßwerk besteht aus Kreisen mit Dreipässen, die über Spitzbögen angeordnet sind. Das südliche Joch dürfte als Sakristei verwendet worden sein. Die Trennung von Chorvorraum und Langhaus wurde durch zwei Stufen und einen hölzernen Lettner verstärkt. In der westlichen Wand wurde eine spitzbogige Tür, deren Gewände mit einem Birnstab zwischen zwei Rundstäben verziert sind, eingebaut.

### Spätgotische Bauphase um 1470
Um 1470 wurde das bisherige Langhaus abgerissen und 4 Meter schmaler, dafür 3 Meter länger wieder aufgebaut. Dabei versetzte man die frühgotische Spitzbogentür. Weiter wurden je zwei neue Fenster in die Nord- und Südwand eingebaut, zwischen denen ebenfalls Spitzbogentüren eingebaut wurden.
Auch das südliche Joch des Chorvorraums wurde abgerissen und die zurückgebliebenen Bögen zugemauert. Über dem nördlichen Joch wurde ein bisheriger Turm oder Dachreiter erhöht bzw. erneuert und mit kräftigen Strebepfeilern versehen. Die Westwand des Chores wurde abgetragen und durch eine Apsis mit 3/8-Schluss mit zweigliedrigen Fenstern ersetzt. Dabei wurde das Gewölbe des Chores in die Apsis verlängert.

### Barocke Umgestaltung

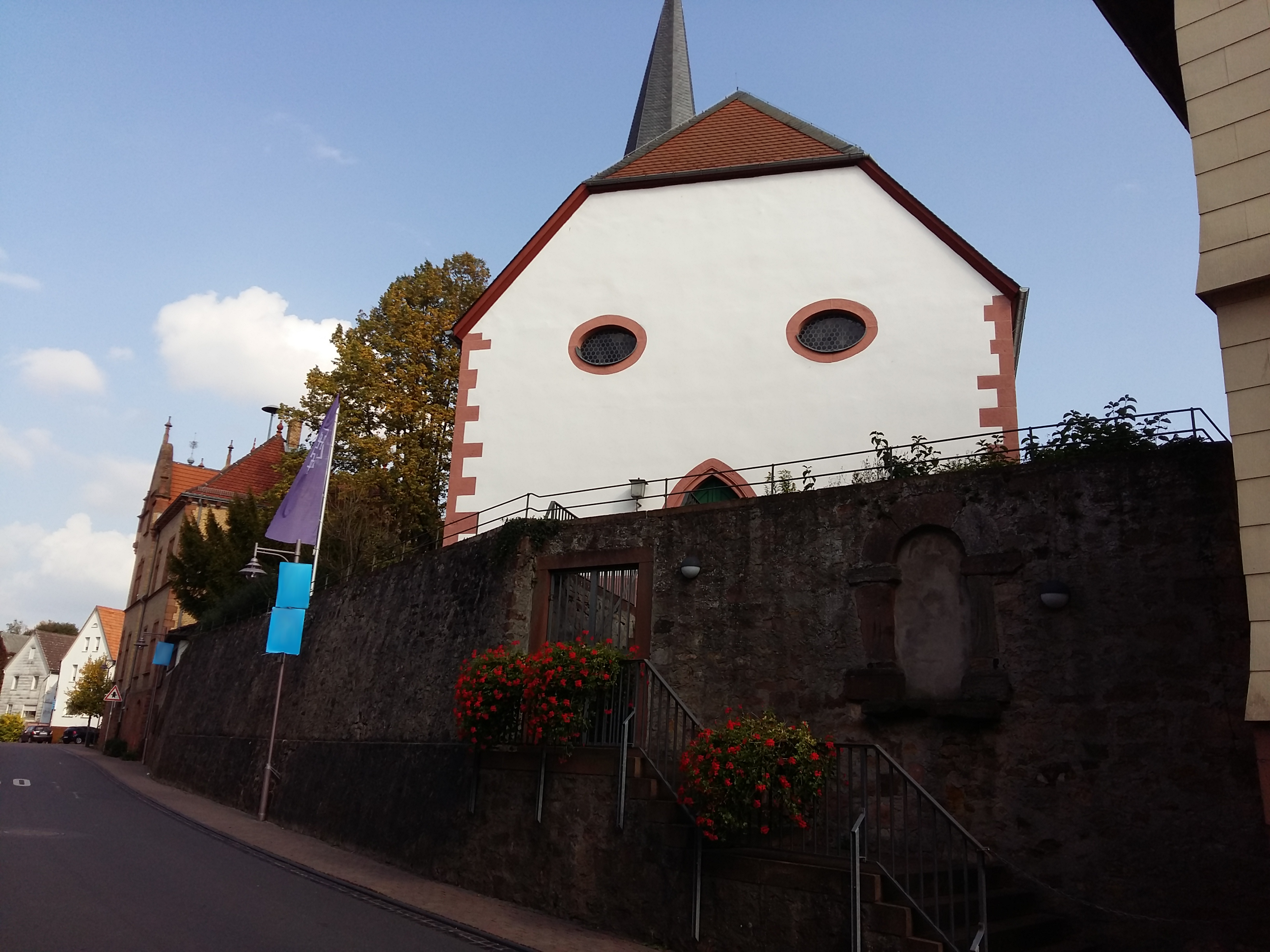
Westwand der Kirche mit barockem Walmdach und Emporenfenstern

1721 wurde der Westgiebel des Langhauses abgewalmt. Im Inneren wurde eine Empore an der West- und Nordwand eingebaut, die durch zwei ovale Fenster in der Westwand beleuchtet werden. Auch im Chor wurde eine Empore für die Orgel eingebaut.

### Weitere Umbauten
Den Dreißigjährigen Krieg überstand die Kirche, von einigen Reparaturen und dem Verlust einer Glocke abgesehen, relativ unbeschadet
Erst 1882 musste die Kirche wegen Baufälligkeit geschlossen und grundlegend saniert werden. Dabei wurde nach Schwamm- und Wurmbefall das Dach erneuert und die Innendecke erhöht. Der Turmhelm, der sich um bis zu 50 cm geneigt hatte, wurde abgetragen und der Turm um 2,5 m aufgestockt. Anschließend wurde der Turmhelm in ähnlicher Bauweise, wie zuvor wieder aufgebaut. Zur Finanzierung der Arbeiten musste der Ort zwölf Jahre auf einen eigenen Pfarrer verzichten.
Bei einer Renovierung 1939 wurde die Orgelempore wieder entfernt und die Orgel auf die Westempore versetzt. Im Turmuntergeschoss, dem nördlichen Joch wurde die Glöcknerstube und die als „käfigartige Pfarrstuhl“ beschriebene Sakristei entfernt und eine Taufkapelle eingerichtet. Außerdem wurden die frühgotischen Sakramentshäuschen freigelegt.
Erst 1965/66 wurde bei einer weiteren Renovierung eine neue Sakristei an der Stelle des abgerissenen südlichen Jochs gebaut. Dabei wurden auch gotische Fresken im Chorgewölbe gefunden. Im Zuge der Renovierung erhielt die Kirche auch ihr heutiges helles Erscheinungsbild mit abgesetzten Ecken.

## Ausstattung
- Zwei frühgotische Sakramentshäuschen im Chor.
- Drei Gewölbefresken aus dem 14. Jahrhundert, im Westen ein Gnadenstuhl, im Norden ein Engel (Matthäus) und ein Adler (Johannes), im Süden ein Stier (Lukas) und ein Löwe (Markus). Das Fresko an der Ostseite ist wahrscheinlich beim Bau der Apsis zerstört worden.
- Ein Taufbecken, das 1953 aus Neunkirchen unter Protesten der dortigen Bevölkerung in der Taufkapelle aufgestellt wurde. Es stammt aus dem frühen 13. Jahrhundert und ist umlaufend mit Stäben in der Kehle verziert. Es besitzt eine Metallabdeckung mit Kreuz auf der Spitze und eine Schüssel mit Deckel aus Kupfer. Der alte Ueberauer Taufstein, ein 62 mal 72 cm gelbes Sandsteinbecken, ist der letzte erhaltene Rest der alten Ausstattung der Kirche, er wurde jedoch aus der Kirche entfernt und bis 1900 als Pumpentrog und Viehtränke auf einem Bauernhof im Ort benutzt, bis er für 20 Mark an das Landesmuseum in Darmstadt verkauft wurde. Versuche, den Taufstein 1952 zurückzukaufen oder zumindest als Dauerleihgabe zu bekommen, scheiterten.
- 1960 wurde ein Altar aus Odenwälder Sandstein im Chor aufgestellt. Er ist mit einem bronzenen Kruzifix mit Bergkristall, begleitet von zwei bronzenen Kerzenständern, geschmückt. Er ersetzt einen Holzaltar von 1883. Der mittelalterliche Altar war dem Heiligen Jodokus geweiht, ist aber heute verloren. So auch ein Marienaltar, der früher in der heutigen Taufkapelle stand. Auch ein dritter Altar wird manchmal erwähnt, ist aber nicht gesichert.
- Drei Grabmäler haben sich in der Taufkapelle erhalten. Eines stammt von dem Reinheimer Pfarrer Johannes Gotzmann, der für den spätgotischen Umbau der Kirche verantwortlich war. Er starb am 8. September 1480 und wurde zunächst in Wersau beigesetzt und erst später nach Ueberau überbracht. Es zeigt ein Bild des Toten unter einen eingravierten Wimperg.
Die beiden anderen Grabmale gehören zu zwei ortsansässigen Adeligen, einem Ritter Sinolt und seiner Frau Barbara, die beide zunächst links des Westportals standen und erst 1939 an ihren heutigen Ort verbracht wurden. Auch diese beiden zeigen Bilder der Verstorbenen. In der unteren rechten Ecke ist jeweils das Familienwappen angebracht. Das Wappen des Ritters zeigt in Blau eine silberne Hirschstange. Das der Frau zwei Balken, kann aber keiner Familie zugeschrieben werden. Beide starben in den 30er Jahren des 15. Jahrhunderts.

## Wersauer Türchen

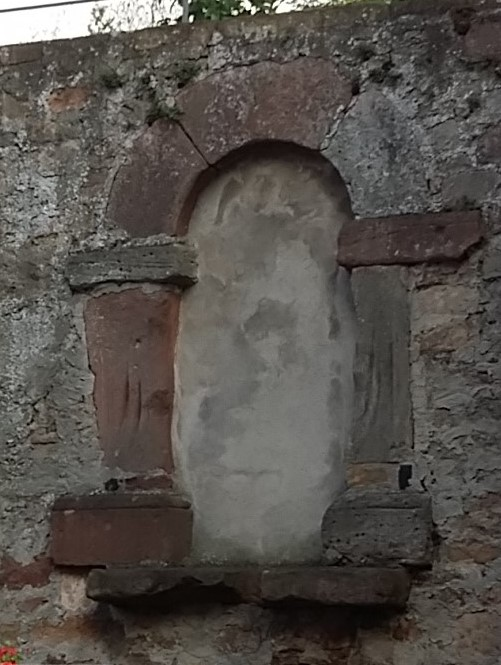
Wersauer Türchen

Das Wersauer Türchen war der östliche Zugang zum Kirchhof von der Brensbacher Straße aus. Es ist heute in die südliche Stützmauer über dem Aufgang des Kirchhofes eingemauert. Der Durchlass ist 1,78 m hoch und weist Wetzrillen links und rechts in den Gewänden auf, zu deren Entstehung es verschiedene Erklärungsversuche gibt: Eine Theorie besagt, dass diese entstanden, indem in den Krieg ziehende Ritter ihre Waffen dort schärften und sich so göttliche Hilfe versprachen. Eine weitere Theorie besagt genau das Gegenteil. So sollen am Gottesdienst teilnehmende Ritter ihre Waffen hier zuvor, durch einen Schnitt in den Stein symbolisch „entschärft“ haben. Auch die Gewinnung von Steinpulver zu abergläubischen oder volksmedizinischen Zwecken kann nicht ausgeschlossen werden. Es gibt aber auch eine profane Erklärung: Im Mittelalter bis ins 19. Jahrhundert, vor der Einführung der Zündhölzer, wurde mit Feuerstahl Feuer gemacht. Am Sandstein der Kirchen schlug man damit Funken, die zusammen mit Zunder entflammt wurden. So entzündeten die Kirchgänger ihre Laternen für den Heimweg. Der Name des Türchens wird auf eine frühneuzeitliche Verbindung der Kirchen Ueberau und Wersau zurückgeführt. So waren beide Kirchen Filialkirchen von Reinheim. Gegenseitige Besuche der Gottesdienste oder gar Prozessionen zwischen den Gotteshäusern könnten die Menschen durch dieses Türchen geführt und somit den Namen geprägt haben.

## Glocken
Ueberau besaß zunächst zwei Glocken, wovon eine 1647 an französische Truppen abgegeben werden musste. 1659 wurde die verbliebene Glocke, die „zuletzt gar dunkel und raßlicht geläutet“ geläutet hatte, eingeschmolzen und erneuert. So hing sie zum Begräbnis des Bäckermeisters Johann Philipp Bauer am 22. Mai 1805, wo sie zersprang. Diese wurde ersetzt und 1864 wieder durch eine zweite ergänzt. 1884 zersprang die Glocke von 1805 und man entschied sich im Jahr 1900, ein komplett neues Geläut zu beschaffen. Man ließ bei Andreas Hamm in Frankenthal neue Glocken mit dem Dreiklang fis ais eis gießen. Diese überstanden den Ersten Weltkrieg unbeschadet, im Zweiten musste Ueberau jedoch 1941 zwei Glocken abgeben. Sie wurden in das zentrale Glockenlager in Hamburg gebracht, wo sie Bombenangriffen und Plünderungen ausgesetzt waren, weshalb nur die kleinere der beiden 1947 wieder zurückkam. Die größere Glocke mit dem Schlagton fis wurde neu gegossen und erhielt den Schriftzug „Den Gefallenen und Vermissten zum Gedenken Joh 15,3.“ Sie wurde am 18. November 1951 von Dekan Baumann geweiht.